# Kołodnia (przystanek kolejowy)
Kołodnia (ros. Колодня) – przystanek kolejowy w miejscowości Smoleńsk, w obwodzie smoleńskim, w Rosji. Leży na linii Moskwa - Mińsk - Brześć.
Znajdują tu się dwa perony - jeden przy linii południowej, drugi przy północnej.

## Historia
Stacja powstała w czasach carskich na drodze żelaznej moskiewsko-brzeskiej pomiędzy stacjami Duchowskaja i Smoleńsk. Zdegradowana do roli przystanku w XXI w.